# Portella Mandrazzi
La Portella Mandrazzi (1.125 m s.l.m.) è un passo appartenente alla catena dei Monti Peloritani ed è da considerarsi l'ultimo punto di congiunzione tra i Peloritani e i Monti Nebrodi, segna anche il confine tra i comuni Francavilla di Sicilia e Novara di Sicilia.
Viene attraversata dalla Strada statale 185 di Sella Mandrazzi da cui ne prende in nome, che da San Biagio (nel comune di Terme Vigliatore) attraverso anche la Valle Alcantara arriva a Giardini Naxos, mettendo così in comunicazione il versante est bagnato dal mar Ionio con il versante nord bagnato dal mar Tirreno della città metropolitana di Messina.

## Turismo
Il posto insieme ai Villaggi Schisina è speso meta di picnic nel giorno di Lunedì di Pasqua, Primo maggio, come per quello di Ferragosto, non manca l'interesse invernale come zona innevata per qualche ora ludica.

## Sport

### Ciclismo
Il Giro d'Italia incluse e partì per la prima volta dalla Sicilia nel 1930, su consiglio di Vincenzo Florio jr, imprenditore che ideò la celebre Targa Florio, tale evento incluse anche e per la prima volta Portella Mandrazzi come percorso nella tappa. Attualmente è classificata come 2ª categoria in difficoltà di scalata del Gran Premio della Montagna istituito nel 1933.
Segue lo storico delle tappe che hanno visto il valico partecipe della tappa:
| Data           | Tappa № | Partenza | Arrivo              |
| -------------- | ------- | -------- | ------------------- |
| 17 maggio 1930 | 1ª      | Messina  | Catania             |
| 22 maggio 1954 | 2ª      | Palermo  | Taormina            |
| 17 maggio 1999 | 3ª      | Catania  | Messina             |
| 14 maggio 2003 | 5ª      | Messina  | Catania             |
| 6 ottobre 2020 | 4ª      | Catania  | Villafranca Tirrena |
| 11 maggio 2022 | 5ª      | Catania  | Messina             |

| Data           | Tappa № | Partenza                | Arrivo  |
| -------------- | ------- | ----------------------- | ------- |
| 1 ottobre 2021 | 4ª      | Sant'Agata di Militello | Mascali |

### Rally
Negli anni diversi eventi automobilistici sportivi si sono svolti percorrendo Portella Mandrazzi, come la Slalom delle Rocche Novara di Sicilia valida per il Campionato Italiano, che ha già raggiunto la 25ª edizione nel 2020.